# O Catharinense
O Catharinense foi um periódico editado na cidade brasileira de Florianópolis, denominada então Desterro. Seu primeiro exemplar foi publicado em 28 de julho de 1831, sendo portanto o primeiro jornal publicado em Santa Catarina. Seu fundador foi Jerônimo Coelho, o Patrono da Imprensa Catarinense.

## História
Após a imprensa chegar ao Brasil, em 1808, se espalhou por todo o país uma 'febre', inicialmente a imprensa se instalou em São Paulo e na capital imperial Rio de Janeiro, onde o militar e político lagunense Jerônimo Coelho, teve o primeiro contato com jornais, e decidiu trazer o novo meio de comunicação para a sua província natal Santa Catarina. Com ajuda de amigos ele comprou um prelo, o levou para Desterro capital de Santa Catarina e estabeleceu a sua redação e oficina tipográfica.
Em 27 de julho de 1831, letras de chumbo 'entalharam' numa folha de 19 cm x 25 cm, as notícias do primeiro número do jornal. Na manhã de 28 de julho, circulou o número 01 do jornal "O Catharinense", porém o jornal não teve tanta importância na época, e logo o conselheiro Jerônimo Coelho, fechou o jornal e a oficina tipográfica.  
Futuramente surgiria vinte e nove anos mais tarde um jornal homônimo porém sem ligações com "O Catharinense" de Jerônimo Coelho.

## Acervo
Atualmente restam no acervo da Fundação Biblioteca Nacional, três exemplares do jornal. Já em Santa Catarina, há somente alguns exemplares guardados na Biblioteca Pública do Estado de Santa Catarina.

### Acervo Online
A Biblioteca Pública do Estado de Santa Catarina e a Fundação Biblioteca Nacional, disponibilizaram em suas hemerotecas digitais edições do jornal para download e leitura on-line.

## Curiosidades
- Anos mais tarde em 1878, o prelo usado para a impressão de O Catharinense, foi comprado pelo professor sergipano Prezalindo Lery Santos para a impressão de O Município, na cidade de Laguna, coincidentemente terra natal do antigo dono do prelo.[4]
- Em 1860, foi fundado o jornal "O Catharinense" em Desterro de ligação republicana.
- Atualmente o prelo usado por Jerônimo Coelho esta exposto no Museu Anita Garibaldi em Laguna.[4]